# تجفيف (طريقة حفظ الأطعمة)

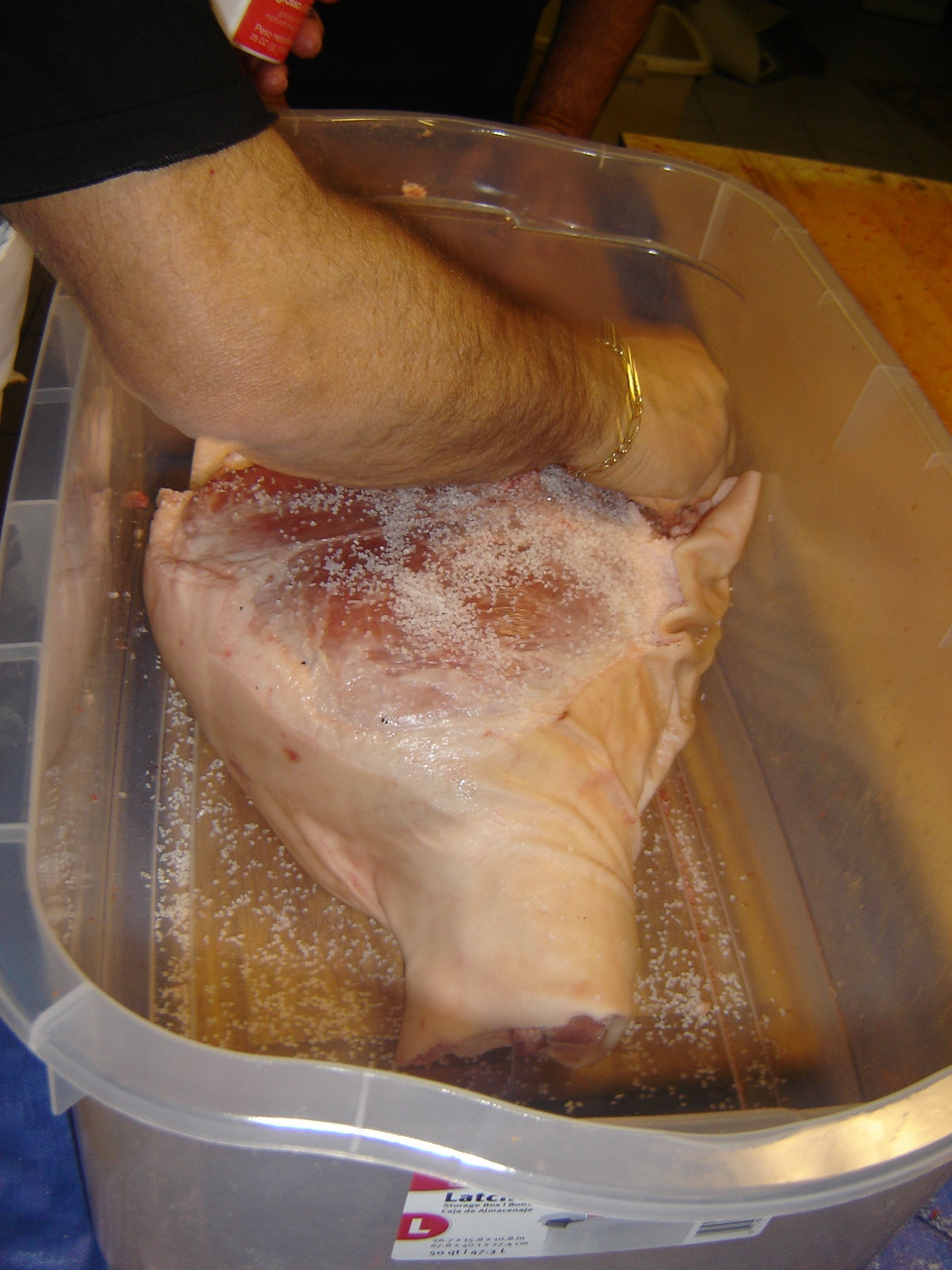
إضافة الملح إلى الهام لعمل البروشوتو

تجفيف هي طريقة من طرق حفظ الأطعمة. وتستخدم لحفظ اللحم والسمك والخضراوات المختلفة وتكون بإضافة الملح، والنترات، والنتريت، أو السكر. كما يمكن أن تضمن الطريقة استخدام طرق أخرى من طرق حفظ الأطعمة مثل التدخين أو إضافة التوابل أو الطبخ. تجفيف الأطعمة أشتق في وقت سابق من هذه الطريقة. الهدف من هذه الطريقة أزالة الماء من الطعام لذى يبقى محفوظا لفترة أطول. يتم تجفيف الأطعمة بواسطة الملح أو السكر أو كلاهما معا لانهما يعتبران ماصان للسوائل. التجفيف كان طريقة حفظ الأطعمة الرئيسية في الماضي لغاية القرن التاسع عشر الذي شهد استخدام طرق أخرى للحفظ.
تعتبر النترات والنتريت، بالاقتران مع الملح، أكثر العوامل شيوعًا في معالجة اللحوم، لأنها تزيد من كبح نمو كلوستريديوم البوتولينوم. يسمى هذا المزيج من ملح الطعام بالنترات و / أو النتريت بمعالجة الملح وغالباً ما يكون مصبوغاً باللون الوردي لتمييزه عن ملح المائدة. لا يكون ملح الطعام أو أي من النترات أو النترات المستخدمة عادة في التجفيف (على سبيل المثال نترات الصوديوم ونترات البوتاسيوم) ورديًا بشكل طبيعي.
حفظ اللحوم بشكل عام (من لحوم الماشية، الطيور، والدواجن) هو مجموعة من كل عمليات التجفيف للحفاظ على الخصائص، والذوق، والملمس، واللون الخام. والطبخ جزئيًا، أو طهي اللحوم مع إبقائها صالحة للأكل وآمنة للاستهلاك. لقد كانت التجفيف هي الطريقة المهيمنة للحفاظ على اللحوم لآلاف السنين، على الرغم من أن التطورات الحديثة مثل التبريد والمواد الحافظة الاصطناعية بدأت الآن في استكمالها واستبدالها.
في حين العمليات التي تصحب اللحوم المحفوظة مثل العملية موضع النقاش طورت أساسًا من أجل الوقاية من الأمراض وزيادة الأمن الغذائي، وظهور أساليب الحفاظ الحديثة يعني أن اليوم بدلا من ذلك تمارس في معظم البلدان المتقدمة علاج أساسا للقيمة الثقافية وتأثيرها المرغوب فيه على الملمس والطعم من الطعام. بالنسبة للبلدان الأقل نمواً، لا يزال العلاج عملية أساسية لضمان سلامة إنتاج اللحوم ونقلها والوصول إليها.

## تأثير حفظ اللحوم

### على الصحة
منذ القرن العشرين، فيما يتعلق بالعلاقة بين النظام الغذائي والأمراض البشرية (على سبيل المثال، القلب والأوعية الدموية، وما إلى ذلك)، أجرى العلماء دراسات حول آثار تحلل الدهون على اللحم المفروم أو المجمد. على وجه الخصوص، من خلال تحليل  بين الأضلاع من لحوم البقر المجمدة خلال 270 يوما عند درجة حرارة 20 درجة مئوية (−4 درجة فهرنهايت)، وجد العلماء فسفوليباز هام يرافق فقدان بعض الدهون غير المشبعة N-3 و n-6، والتي هي منخفضة بالفعل في لحم المجترات.
في عام 2015، صنفت الوكالة الدولية لبحوث السرطان التابعة لمنظمة الصحة العالمية اللحوم المصنعة، أي اللحوم التي خضعت للتمليح، التجفيف، التخمير، و\أو التدخين، على أنها «مسرطنة للإنسان».

### على التجارة
إن تحسين طرق حفظ اللحوم، ووسائل نقل المنتجات المحفوظة، قد سمح بشكل خاص بفصل مناطق الإنتاج ومناطق الاستهلاك، التي يمكن الآن أن تكون بعيدة بدونها مما يمثل مشكلة، مما يسمح بتصدير اللحوم.
على سبيل المثال، أثار ظهور تقنيات الحفظ في الجو المحكوم في الثمانينيات ثورة صغيرة في سوق لحوم الأغنام في العالم: يمكن الآن بيع لحم الخراف في نيوزيلندا، أحد أكبر المصدرين للحمل في العالم كلحوم طازجة يمكن الاحتفاظ بها من 12 إلى 16 أسبوعًا، والتي ستكون فترة كافية للوصول إلى أوروبا عن طريق القوارب. قبل ذلك، تم تجميد اللحوم من نيوزيلندا، وبالتالي كانت قيمة أقل بكثير على الرفوف الأوروبية. مع وصول اللحوم «المبردة» الجديدة، يمكن لنيوزيلندا أن تنافس بقوة أكبر مع المنتجين المحليين للحوم الطازجة. إن استخدام الغلاف الجوي المتحكم به لتجنب انخفاض الاستهلاك الذي يؤثر على اللحوم المجمدة مفيد بنفس القدر في أسواق اللحوم الأخرى، مثل أسواق لحم الخنزير، التي تتمتع الآن أيضًا بتجارة دولية.